# Nordwaldkammweg
Der Nordwaldkammweg ist ein Wanderweg im tschechisch-österreichischen Grenzgebiet, dessen Verlauf wegen der politischen Gegebenheiten (Eiserner Vorhang) mehrmals angepasst werden musste. Die Wieder-Einbeziehung historischer Wegvarianten ist vorgesehen.

## Historischer böhmisch-österreichischer Nordwaldkammweg
Bereits 1888 wurde ein Wanderführer durch den Böhmerwald herausgegeben, der mit dem Wegenummernkonzept des Deutschen Böhmerwaldbundes Budweis ausgestattet war. Der Nordwaldkammweg wurde dann 1910 angelegt und verlief in der Zwischenkriegszeit und während des Zweiten Weltkrieges teilweise auf österreichischem und teilweise auf tschechischem Gebiet.
Es besteht die Absicht, unter Inanspruchnahme von Förderungsmitteln der Europäischen Union die historischen Wanderwege wieder instand zu setzen und in den österreichischen Nordwaldkammweg einzubinden, sodass man dies- und jenseits des Böhmerwaldes durch die unverbauten Gebiete des tschechisch-österreichischen Grenzgebietes wandern kann. Die Markierung der Wege auf tschechischem Gebiet scheiterte bisher an der fehlenden Genehmigung durch die tschechischen Behörden. Die Kernzonen des tschechischen Nationalparks dürfen weder betreten noch befahren werden.

## Österreichischer Nordwaldkammweg
Der heutige Nordwaldkammweg ist etwa 140 Kilometer lang und wird vom österreichischen Alpenverein (Ortssektionen) betreut. Der Wanderweg verläuft teilweise entlang der Europäischen Wasserscheide und ist weitgehend identisch mit dem vom Dreisesselberg (Höhe 1322 m ü. A.) bis zum Mandlstein (Höhe von 874 m ü. A.) verlaufenden Teilstück des Europäischen Fernwanderweges E6. Die zahlreichen asphaltierten Teilstücke werden mit Recht kritisiert, Gespräche wegen einer Wegverlegung mit den Grundbesitzern sind aber nur teilweise positiv verlaufen.